# Goodreads
Goodreads is een sociaalnetwerksite voor boekenliefhebbers en auteurs waarmee individuen de database met boeken, annotaties, citaten en recensies kunnen doorzoeken. Gebruikers kunnen zich aanmelden en boeken registreren om bibliotheekcatalogi en leeslijsten te genereren. Ze kunnen ook hun eigen groepen boeksuggesties, enquêtes, opiniepeilingen, blogs en discussies maken.
Op Goodreads kunnen gebruikers bovendien bijhouden hoe ver ze in een boek zijn en meedoen aan de Goodreads Reading Challenge, waarbij ze zichzelf een bepaald aantal boeken geven die zij binnen een jaar willen lezen.

De kantoren van de website zijn gevestigd in San Francisco. Het bedrijf is eigendom van de online retailer Amazon.

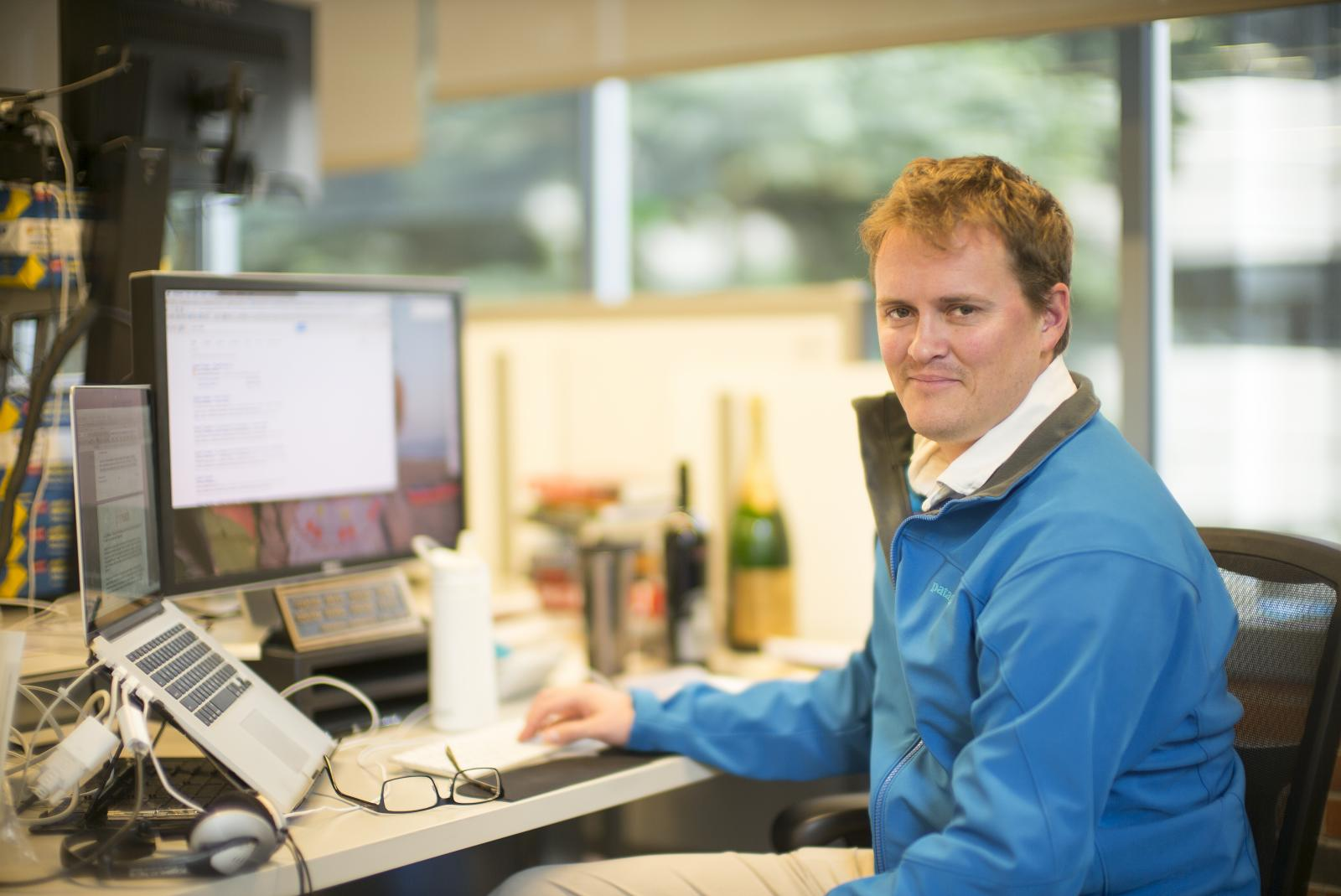
Otis Chandler is een van de oprichters van Goodreads

## Oprichters
Goodreads werd ontwikkeld door Otis Chandler en Elizabeth Khuri Chandler en in 2007 gelanceerd. Het ledenaantal van de website groeide gestaag en in 2009 had het echtpaar Chandler 2 miljoen dollar aan durfkapitaal bijeen gebracht, zodat zij een kantoor in San Francisco konden openen.

### Amazon
In 2013 kocht Amazon Goodreads. Ondanks het feit dat de aankoop controversieel was en heel wat reactie uitlokte, zowel bij leden van de sociaalnetwerksite als bij auteurs en uitgeverijen, blijft de website populair: in juli 2019 had Goodreads ca. 90 miljoen leden.

## Goodreads Choice Awards
Sinds 2009 geeft de website ook jaarlijks prijzen weg genaamd de Goodreads Choice Awards.